# أبوسوم فأر مشعر أصلع الذيل
أبوسوم فأر مشعر أصلع الذيل (الاسم العلمي:Marmosa regina)، هو نوع من الأبوسوم يتواجد في الغابات الاستوائية المطيرة في الجزء الغربي من حوض الأمازون والسفح الشرقي لجبال الأنديز، على ارتفاعات تصل إلى 1634 متر.